# Jakkraphan Kaewprom
Jakkraphan Kaewprom (24 maggio 1988) è un calciatore thailandese di ruolo centrocampista.

## Carriera

### Club
Ha sempre giocato nel campionato thailandese.

### Nazionale
Ha esordito in Nazionale nel 2011.